# Extraliga žen ve florbale 2017/2018
Extraliga žen ve florbale 2017/2018 byla 24. ročníkem nejvyšší ženské florbalové soutěže v Česku.
Soutěž odehrálo 12 týmů systémem dvakrát každý s každým. Prvních osm týmů postoupilo do play-off. Zbylé čtyři týmy hrály o sestup.
Vítězem ročníku se počtvrté stal tým 1. SC TEMPISH Vítkovice po porážce týmu FAT PIPE Florbal Chodov ve finále. Mistr předchozí sezóny, Ivanti Tigers FK Jižní Město, skončil na třetím místě.
Vítkovice si vítězstvím zajistily účast na Poháru mistrů, kde získaly druhou českou ženskou stříbrnou medaili v historii. První získaly také Vítkovice po sezóně 2013/2014.
Nováčkem v této sezóně byl tým Únětická 12° Tatran Střešovice, který se do Extraligy vrátil po roce po vítězství v 1. lize v minulém ročníku.
Největšího úspěchu ve své historii dosáhl v tým Panthers Praha, který již ve své teprve druhé sezóně v Extralize skončil na šestém místě v základní části a postoupil do play-off.
Po prohře v play-down sestoupil po pěti sezónách v Extralize do 1. ligy tým TJ Sokol Královské Vinohrady. V další sezóně 2018/2019 byl nahrazen vítězem 1. ligy, týmem FBŠ Slavia Fat Pipe Plzeň, který postoupil poprvé.

## Základní část
V základní části se všechny týmy dvakrát utkaly každý s každým. Po skončení základní části postoupilo prvních osm týmů do play-off. Zbylé čtyři týmy základní části se spolu utkaly v play-down.
| Poř. | Tým                            | Z  | V  | VP | PP | P  | VG  | OG  | B  |
| ---- | ------------------------------ | -- | -- | -- | -- | -- | --- | --- | -- |
| 1.   | 1. SC TEMPISH Vítkovice        | 22 | 20 | 0  | 0  | 2  | 217 | 54  | 60 |
| 2.   | Ivanti Tigers FK Jižní Město   | 22 | 20 | 0  | 0  | 2  | 226 | 76  | 60 |
| 3.   | FAT PIPE Florbal Chodov        | 22 | 18 | 1  | 0  | 3  | 191 | 64  | 56 |
| 4.   | FBC ČPP Bystroň Group Ostrava  | 22 | 15 | 1  | 1  | 5  | 178 | 111 | 48 |
| 5.   | FbŠ Bohemians                  | 22 | 10 | 1  | 0  | 11 | 129 | 139 | 32 |
| 6.   | Panthers Praha                 | 22 | 10 | 0  | 2  | 10 | 90  | 109 | 32 |
| 7.   | KM automatik FBK Jičín         | 22 | 8  | 0  | 1  | 13 | 107 | 183 | 25 |
| 8.   | Crazy girls FBC Liberec        | 22 | 7  | 1  | 0  | 14 | 97  | 172 | 23 |
| 9.   | FBS Olomouc                    | 22 | 5  | 2  | 0  | 15 | 88  | 140 | 19 |
| 10.  | Únětická 12° Tatran Střešovice | 22 | 5  | 0  | 2  | 15 | 85  | 161 | 17 |
| 11.  | K1 Florbal Židenice            | 22 | 5  | 0  | 0  | 17 | 72  | 129 | 15 |
| 12.  | TJ Sokol Královské Vinohrady   | 22 | 2  | 1  | 1  | 18 | 63  | 197 | 9  |

## Vyřazovací boje
Čtvrtfinále a semifinále se hrály na čtyři vítězné zápasy.

### Pavouk
|  | Čtvrtfinále (na zápasy)      | Čtvrtfinále (na zápasy) |                              |   | Semifinále (na zápasy) | Semifinále (na zápasy) |  |  | Superfinále (skóre) | Superfinále (skóre) |
|  |                              |                         |                              |   |                        |                        |  |  |                     |                     |
|  |                              |                         |                              |   |                        |                        |  |  |                     |                     |
|  | 1. SC TEMPISH Vítkovice      | 4                       |                              |   |                        |                        |  |  |                     |                     |
|  | 1. SC TEMPISH Vítkovice      | 4                       |                              |   |                        |                        |  |  |                     |                     |
|  | FbŠ Bohemians                | 0                       |                              |   |                        |                        |  |  |                     |                     |
|  | FbŠ Bohemians                | 0                       | 1. SC TEMPISH Vítkovice      | 4 |                        |                        |  |  |                     |                     |
|  |                              |                         | 1. SC TEMPISH Vítkovice      | 4 |                        |                        |  |  |                     |                     |
|  |                              | FBC Ostrava             | 0                            |   |                        |                        |  |  |                     |                     |
|  | FBC Ostrava                  | FBC Ostrava             | 0                            | 4 |                        |                        |  |  |                     |                     |
|  | FBC Ostrava                  |                         |                              | 4 |                        |                        |  |  |                     |                     |
|  | Crazy girls FBC Liberec      | 0                       |                              |   |                        |                        |  |  |                     |                     |
|  | Crazy girls FBC Liberec      | 0                       | 1. SC TEMPISH Vítkovice      | 3 |                        |                        |  |  |                     |                     |
|  |                              |                         | 1. SC TEMPISH Vítkovice      | 3 |                        |                        |  |  |                     |                     |
|  |                              | FAT PIPE Florbal Chodov | 2                            |   |                        |                        |  |  |                     |                     |
|  | Ivanti Tigers FK Jižní Město | FAT PIPE Florbal Chodov | 2                            | 4 |                        |                        |  |  |                     |                     |
|  | Ivanti Tigers FK Jižní Město |                         |                              | 4 |                        |                        |  |  |                     |                     |
|  | Panthers Praha               | 0                       |                              |   |                        |                        |  |  |                     |                     |
|  | Panthers Praha               | 0                       | Ivanti Tigers FK Jižní Město | 1 |                        |                        |  |  |                     |                     |
|  |                              |                         | Ivanti Tigers FK Jižní Město | 1 |                        |                        |  |  |                     |                     |
|  |                              | FAT PIPE Florbal Chodov | 4                            |   |                        |                        |  |  |                     |                     |
|  | FAT PIPE Florbal Chodov      | FAT PIPE Florbal Chodov | 4                            | 4 |                        |                        |  |  |                     |                     |
|  | FAT PIPE Florbal Chodov      |                         |                              | 4 |                        |                        |  |  |                     |                     |
|  | KM automatik FBK Jičín       | 0                       |                              |   |                        |                        |  |  |                     |                     |
|  | KM automatik FBK Jičín       | 0                       |                              |   |                        |                        |  |  |                     |                     |

### Čtvrtfinále
První tři týmy si postupně zvolily soupeře pro čtvrtfinále z druhé čtveřice.
1. SC TEMPISH Vítkovice – FbŠ Bohemians 4 : 0 na zápasy – Zpráva
- 10. 3. 2018 20:00, Vítkovice – Bohemians 7 : 01 (1:0, 2:0, 4:0)
- 11. 3. 2018 15:00, Vítkovice – Bohemians 9 : 10 (1:1, 7:0, 1:0)
- 17. 3. 2018 17:00, Bohemians – Vítkovice 2 : 10 (0:3, 0:7, 2:0)
- 18. 3. 2018 15:45, Bohemians – Vítkovice 3 : 71 (1:2, 0:3, 2:0)

Ivanti Tigers FK Jižní Město – Panthers Praha 4 : 0 na zápasy – Zpráva
- 10. 3. 2018 13:00, Tigers – Panthers 9 : 3 (2:0, 5:2, 2:1)
- 11. 3. 2018 14:00, Tigers – Panthers 5 : 4 (4:1, 1:1, 0:2)
- 17. 3. 2018 20:00, Panthers – Tigers 3 : 6 (0:3, 3:2, 0:1)
- 18. 3. 2018 18:00, Panthers – Tigers 4 : 8 (1:5, 2:0, 1:3)

FAT PIPE Florbal Chodov – KM automatik FBK Jičín 4 : 0 na zápasy – Zpráva
- 10. 3. 2018 19:30, Chodov – Jičín 18 : 0 (3:0, 5:0, 10:0)
- 11. 3. 2018 16:00, Chodov – Jičín 18 : 4 (2:2, 3:2, 3:0)
- 16. 3. 2018 20:00, Jičín – Chodov 12 : 7 (0:4, 1:1, 1:2)
- 17. 3. 2018 18:00, Jičín – Chodov 12 : 8 (0:7, 0:0, 2:1)

FBC ČPP Bystroň Group Ostrava – Crazy girls FBC Liberec 4 : 0 na zápasy – Zpráva
- 10. 3. 2018 17:00, Ostrava – Liberec 4 : 1 (1:1, 0:0, 3:0)
- 11. 3. 2018 15:00, Ostrava – Liberec 9 : 2 (2:0, 3:0, 4:2)
- 17. 3. 2018 19:30, Liberec – Ostrava 6 : 7p (3:3, 1:1, 2:2, 0:1)
- 18. 3. 2018 14:00, Liberec – Ostrava 4 : 6 (2:1, 0:2, 2:3)

### Semifinále
Nejlépe umístěný tým v základní části z postupujících do semifinále (1. SC TEMPISH Vítkovice) si zvolil soupeře (FBC ČPP Bystroň Group Ostrava) ze dvou nejhůře umístěných postupující týmů.
1. SC TEMPISH Vítkovice – FBC ČPP Bystroň Group Ostrava 4 : 0 na zápasy – Zpráva
- 1. 4. 2018 18:00, Vítkovice – Ostrava 5 : 4 (3:1, 2:1, 0:2)
- 2. 4. 2018 16:00, Vítkovice – Ostrava 6 : 5 (1:3, 1:0, 4:2)
- 7. 4. 2018 20:00, Ostrava – Vítkovice 2 : 8 (1:2, 1:1, 0:5)
- 8. 4. 2018 18:00, Ostrava – Vítkovice 4 : 8 (0:4, 1:2, 3:2)

Ivanti Tigers FK Jižní Město – FAT PIPE Florbal Chodov 1 : 4 na zápasy – Zpráva
- 30. 3. 2018 18:00, Tigers – Chodov 1 : 2 (0:0, 1:0, 0:2)
- 31. 3. 2018 17:15, Tigers – Chodov 4 : 3 (1:1, 1:2, 2:0)
- 17. 4. 2018 18:00, Chodov – Tigers 6 : 5p (4:2, 1:2, 0:1, 1:0)
- 18. 4. 2018 16:45, Chodov – Tigers 7 : 4 (3:4, 2:0, 2:0)
- 11. 4. 2018 19:30, Tigers – Chodov 3 : 4 (2:2, 1:1, 0:1)

### Superfinále
O mistru Extraligy rozhodl jeden zápas tzv. superfinále 21. dubna 2018 v Ostrava Aréně v Ostravě. Zápas sledovalo 6 753 diváků.
1. SC TEMPISH Vítkovice – FAT PIPE Florbal Chodov 3 : 2p (1:0, 1:1, 0:1, 1:0) – Zpráva

## Boje o udržení
Hrály 9. s 12. a 10. s 11. po základní části. Vítězové z 1. kola zůstali v Extralize, poražení hráli 2. kolo.

### Pavouk
|  | 1. kolo (na zápasy)            | 1. kolo (na zápasy)          |                     |   | 2. kolo (na zápasy) | 2. kolo (na zápasy) |
|  |                                |                              |                     |   |                     |                     |
|  |                                |                              |                     |   |                     |                     |
|  | FBS Olomouc                    | 4                            |                     |   |                     |                     |
|  | FBS Olomouc                    | 4                            |                     |   |                     |                     |
|  | TJ Sokol Královské Vinohrady   | 0                            |                     |   |                     |                     |
|  | TJ Sokol Královské Vinohrady   | 0                            | K1 Florbal Židenice | 4 |                     |                     |
|  |                                |                              | K1 Florbal Židenice | 4 |                     |                     |
|  |                                | TJ Sokol Královské Vinohrady | 3                   |   |                     |                     |
|  | Únětická 12° Tatran Střešovice | TJ Sokol Královské Vinohrady | 3                   | 4 |                     |                     |
|  | Únětická 12° Tatran Střešovice |                              |                     | 4 |                     |                     |
|  | K1 Florbal Židenice            | 3                            |                     |   |                     |                     |

### 1. kolo
FBS Olomouc – TJ Sokol Královské Vinohrady 4 : 0 na zápasy – Zpráva
- 10. 3. 2018 17:00, Olomouc – Vinohrady 8 : 1 (4:1, 1:0, 3:0)
- 11. 3. 2018 15:00, Olomouc – Vinohrady 4 : 3 (2:1, 2:1, 0:1)
- 17. 3. 2018 16:00, Vinohrady – Olomouc 3 : 5 (0:2, 2:2, 1:1)
- 18. 3. 2018 14:30, Vinohrady – Olomouc 0 : 2 (0:0, 0:2, 0:0)

Únětická 12° Tatran Střešovice – K1 Florbal Židenice 4 : 3 na zápasy – Zpráva
- 10. 3. 2018 16:30, Tatran – Židenice 3 : 2pn (1:0, 0:1, 1:1, 0:0)
- 11. 3. 2018 17:00, Tatran – Židenice 8 : 4 (3:1, 2:1, 3:2)
- 17. 3. 2018 18:30, Židenice – Tatran 3 : 1 (1:1, 2:0, 0:0)
- 18. 3. 2018 15:00, Židenice – Tatran 5 : 2 (1:0, 2:2, 2:0)
- 21. 3. 2018 20:30, Tatran – Židenice 2 : 5 (1:2, 0:2, 1:1)
- 23. 3. 2018 19:30, Židenice – Tatran 1 : 2 (1:0, 0:0, 0:2)
- 25. 3. 2018 17:00, Tatran – Židenice 3 : 2 (1:1, 2:1, 0:0)

### 2. kolo
Hráli poražení z prvního kola. Vítěz hrál baráž a poražený sestoupil do 1. ligy.
K1 Florbal Židenice – TJ Sokol Královské Vinohrady 4 : 3 na zápasy – Zpráva
- 30. 3. 2018 20:00, Židenice – Vinohrady 2 : 3 (0:3, 1:0, 1:0)
- 31. 3. 2018 14:00, Židenice – Vinohrady 2 : 1p (0:0, 1:1, 0:0, 1:0)
- 17. 4. 2018 20:30, Vinohrady – Židenice 3 : 2 (1:0, 1:0, 1:2)
- 18. 4. 2018 15:30, Vinohrady – Židenice 3 : 4 (1:1, 0:2, 2:1)
- 11. 4. 2018 19:00, Židenice – Vinohrady 4 : 2 (2:0, 1:2, 1:0)
- 13. 4. 2018 19:00, Vinohrady – Židenice 5 : 2 (2:0, 2:2, 1:0)
- 15. 4. 2018 14:00, Židenice – Vinohrady 5 : 2 (1:0, 2:1, 2:1)

### Baráž
Vítěz hrál v další sezóně Extraligu a poražený 1. ligu.
K1 Florbal Židenice – itelligence Bulldogs Brno 3 : 0 na zápasy – Zpráva
- 22. 4. 2018 15:30, Židenice – Bulldogs 5 : 1 (2.0, 1:0, 2:1)
- 28. 4. 2018 18:00, Bulldogs – Židenice 3 : 7 (2:4, 0.2, 1:1)
- 29. 4. 2018 18:00, Bulldogs – Židenice 0 : 3 (0:0, 0.1, 0:2)

## Konečné pořadí
| Pořadí           | Tým                            |
| ---------------- | ------------------------------ |
| Zlatá medaile    | 1. SC TEMPISH Vítkovice        |
| Stříbrná medaile | FAT PIPE Florbal Chodov        |
| Bronzová medaile | Ivanti Tigers FK Jižní Město   |
| 4.               | FBC ČPP Bystroň Group Ostrava  |
| 5.               | FbŠ Bohemians                  |
| 6.               | Panthers Praha                 |
| 7.               | KM automatik FBK Jičín         |
| 8.               | Crazy girls FBC Liberec        |
| 9.               | FBS Olomouc                    |
| 10.              | Únětická 12° Tatran Střešovice |
| 11.              | K1 Florbal Židenice            |
| 12.              | TJ Sokol Královské Vinohrady   |

## Nejužitečnější hráčky
Nejužitečnějšími hráčkami Extraligy byly zvoleny:
1. Denisa Ferenčíková (1. SC TEMPISH Vítkovice)
2. Martina Řepková (FAT PIPE Florbal Chodov)
3. Lucia Košturiaková (Ivanti Tigers FK Jižní Město)